# Barombogryllacris
Barombogryllacris is een geslacht van rechtvleugeligen uit de familie Gryllacrididae. De wetenschappelijke naam van dit geslacht is voor het eerst geldig gepubliceerd in 1937 door Karny.

## Soorten
Het geslacht Barombogryllacris omvat de volgende soorten:
- Barombogryllacris barombica Karsch, 1890
- Barombogryllacris nigriceps Karsch, 1891